# Anna Perenna

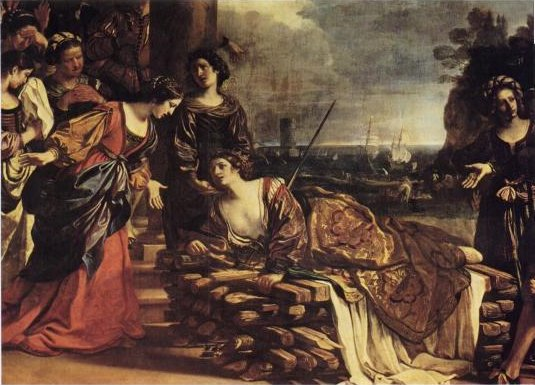
Morte di Didone, particolare che rappresenta Didone suicida soccorsa dalla sorella Anna, identificata in seguito con la divinità romana Anna Perenna, olio su tela del Guercino, 1625, Roma, Galleria Spada.

Anna Perenna era un'antica dea romana che presiedeva al corso dell'anno o, più propriamente, al perpetuo rinnovarsi dell'anno.

## Caratteristiche, forme e attributi
Alcuni la ritengono una personificazione femminile dell'anno e del suo perpetuo ritorno, tanto più che era anche chiamata Anna ac Peranna e che presso i romani vigeva l'augurio di: annare perannareque commode (passare un buon anno dall'inizio alla fine). Inizialmente però rappresentava la divinità dell'abbondanza e del nutrimento e a testimonianza di questo fatto vale la radice sanscrita "ann" ("cibo") che ha un corrispettivo romano in "annona" ("approvvigionamenti", "derrate alimentari"). Continuando con la ricerca etimologica, una spiegazione la fa coincidere con amnis perennis, divinità delle acque, altri scorgono in lei una dea della terra dal nome etrusco. Un'ultima spiegazione fa risalire le sue origini nel sistema contadino e identifica la dea con un simbolo della natura e infatti la sua festa coincideva con l'inizio della primavera.

## Tradizione e leggenda
La tradizione più comune, in particolare Ovidio nei Fasti la identifica con Anna, sorella di Didone, che dopo la tragica morte di questa, andò in esilio e si rifugiò a Malta, presso il re Batto, per sfuggire al fratello Pigmalione che la voleva rapire. Nuovamente costretta a prendere il mare, naufragò sulle coste del Lazio dove, amorevolmente ospitata da Enea, suscitò la gelosia della moglie Lavinia. Didone, apparsale in sogno la esortò ad abbandonare la casa ospitale, e da allora si crede che il dio del fiume, il cornigero Numico l'abbia rapita con le sue onde impetuose e l'abbia nascosta nei suoi antri, per tramutarla in ninfa e farla diventare sua sposa.
La decisione della divinità, prettamente laziale, di porsi al fianco dei cartaginesi nei Punica di Silio Italico appare quindi giustificata da questa identificazione con la sorella di Didone.
Secondo un'altra versione, Anna Perenna era una vecchina di animo buono che aiutò i plebei romani durante i tumulti del 494 a.C., rifocillandoli con focaccine preparate con la massima cura da lei. I romani, per riconoscenza, la omaggiarono edificandole una statua.

## Celebrazione

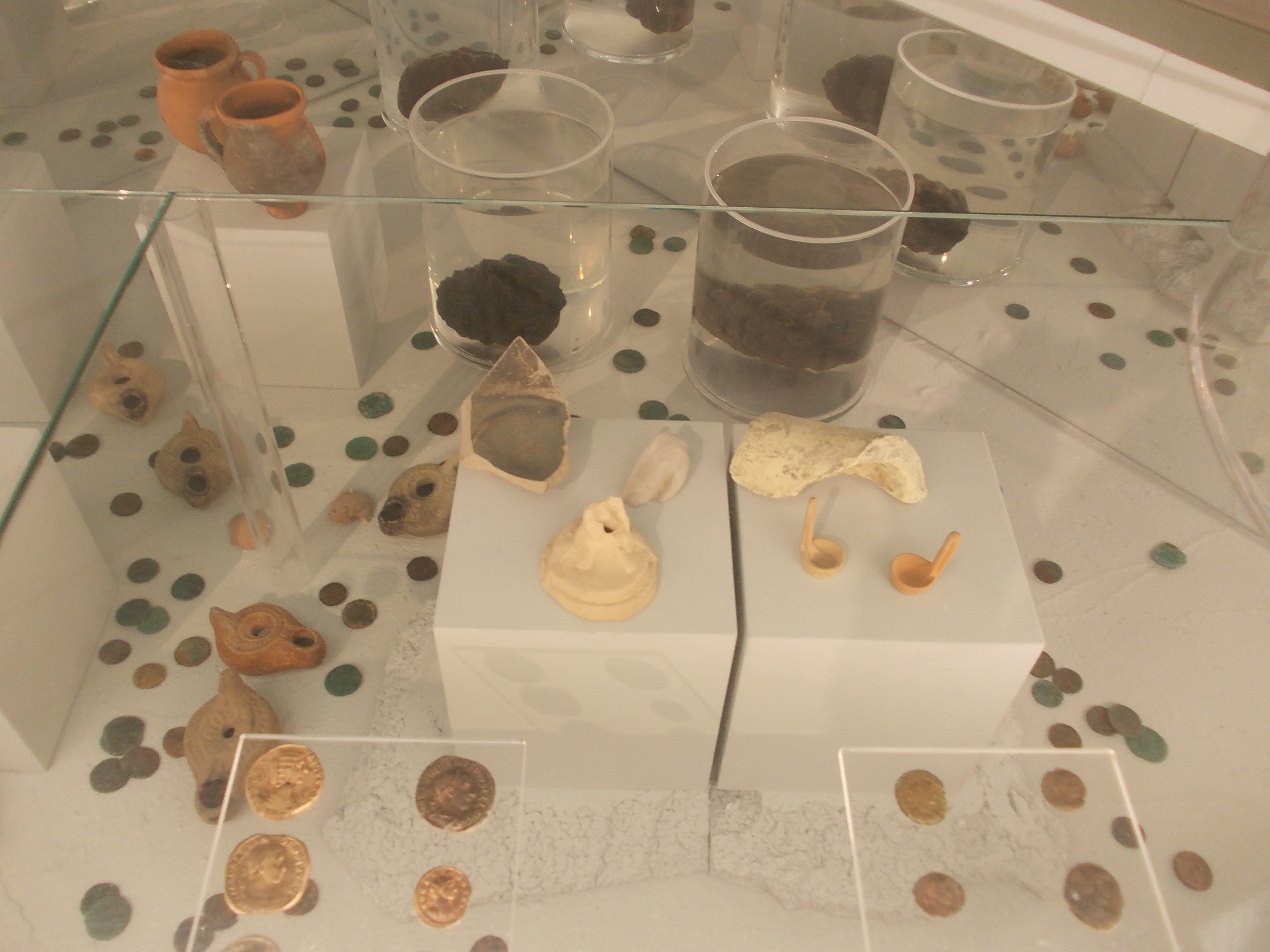
Oggetti rinvenuti presso la fonte di Anna Perenna esposti presso il Museo nazionale romano delle Terme di Diocleziano

La sua festa, comunque, era il 15 marzo e la sua celebrazione prevedeva lunghi banchetti all'interno di un bosco sacro alla dea. Queste feste erano un'occasione per il popolo di dare sfogo a grandi manifestazioni di allegria e di intrattenimento, come balli, canti osceni e soprattutto ubriacature.
Il bosco è stato identificato nell'attuale quartiere di Roma, Parioli, dove sono stati rinvenuti una fonte votiva dedicata alla Dea e numerosi oggetti attestanti pratiche magiche svolte presso il sito, risalente al IV secolo a.C.. Tra i vari oggetti, spiccano delle defixiones ("maledizioni") incise su lastre di piombo e figure antropomorfe in cera e altri materiali organici, inserite a testa in giù in contenitori di piombo.

## Opere ispirate a Anna Perenna
- Enea nel Lazio, tragicomedia di Carlo Goldoni (1760)
- Anna Perenna, raccolta di novelle di Antonio Beltramelli (1904)